# Recopa Sudamericana 2005
Třináctý ročník Recopa Sudamericana byl odehrán ve dnech 24. srpna a 31. srpna 2005. Ve vzájemném dvouzápase se střetli vítěz Poháru osvoboditelů v ročníku 2004 – Once Caldas a vítěz Copa Sudamericana v ročníku 2004 – CA Boca Juniors.

## 1. zápas
| 24. srpna 2005                             |        |              |                                                                    |
| CA Boca Juniors                            | 3 : 1  | Once Caldas  | La Bombonera, Buenos Aires diváci: 45.000 rozhodčí: Carlos Chandía |
| Battaglia 3' Cardozo 8' González 18' (vl.) | report | 42' Casierra | La Bombonera, Buenos Aires diváci: 45.000 rozhodčí: Carlos Chandía |

## 2. zápas
| 31. srpna 2005         |        |                 |                                                                        |
| Once Caldas            | 2 : 1  | CA Boca Juniors | Estadio Palogrande, Manizalez diváci: 30.000 rozhodčí: Jorge Larrionda |
| Chará 8' Velázquez 77' | report | 60' Schiavi     | Estadio Palogrande, Manizalez diváci: 30.000 rozhodčí: Jorge Larrionda |

## Vítěz
| Recopa Sudamericana 2005 CA Boca Juniors (2. vítězství) |